# Calcomedusa
En la mitología griega, Calcomedusa (Χαλκομέδουσα) es la esposa de Arcisio (rey de Ítaca). Fue madre de Laertes, sucesor de Arcisio. Al ser la madre de Laertes, es la abuela de Odiseo, también llamado Ulises, protagonista de la Odisea de Homero.
«Ha de saberse que hacen descender de Zeus y de Euriodia a Arcisio, de este y de Calcomedusa a Laertes, de este y de Anticlea a Odiseo, de este y de Penélope a Telémaco».
Se desconoce el linaje de Calcomedusa, pero su nombre, que significa «guardiana o protectora del bronce», pudiera señalar su relación con la técnica metalúrgica de la Edad del Bronce.